# 343
343 (CCCXLIII, na numeração romana)  foi um ano comum do século IV do Calendário Juliano, da Era de Cristo, e a sua letra dominical foi B (52 semanas), teve início a um sábado e terminou também a um sábado.
| Ano completo                   |
| ------------------------------ |
| Ano comum com início ao sábado |